# السفارة السعودية في اليمن
سفارة المملكة العربية السعودية في اليمن، هي بعثة دبلوماسية سعودية تقع في العاصمة صنعاء ويترأس البعثة سفير خادم الحرمين الشريفين محمد بن سعيد آل جابر. العنوان:صنعاء تقاطع شارع حدة مع الخط الدائري الجنوبي - شارع القدس - مبنى رقم 1.

## وصلات خارجية
- موقع سفارة المملكة العربية السعودية في اليمن
- وزارة الخارجية السعودية (بالعربية)
- Ministry of Foreign Affairs of Kingdom of Saudi Arabia (بالإنجليزية)